# Лейрвик
Лейрвик (норв. Leirvik) — город в западной части Норвегии, в фюльке Вестланн. Является административным центром коммуны Стур. Город расположен на южном побережье острова Стур, на берегу Хардангер-фьорда. Получил статус города в 1997 году. В его состав входит полуостров Эльдёяне, где расположена крупная промышленная зона Квернер-Сторд. 

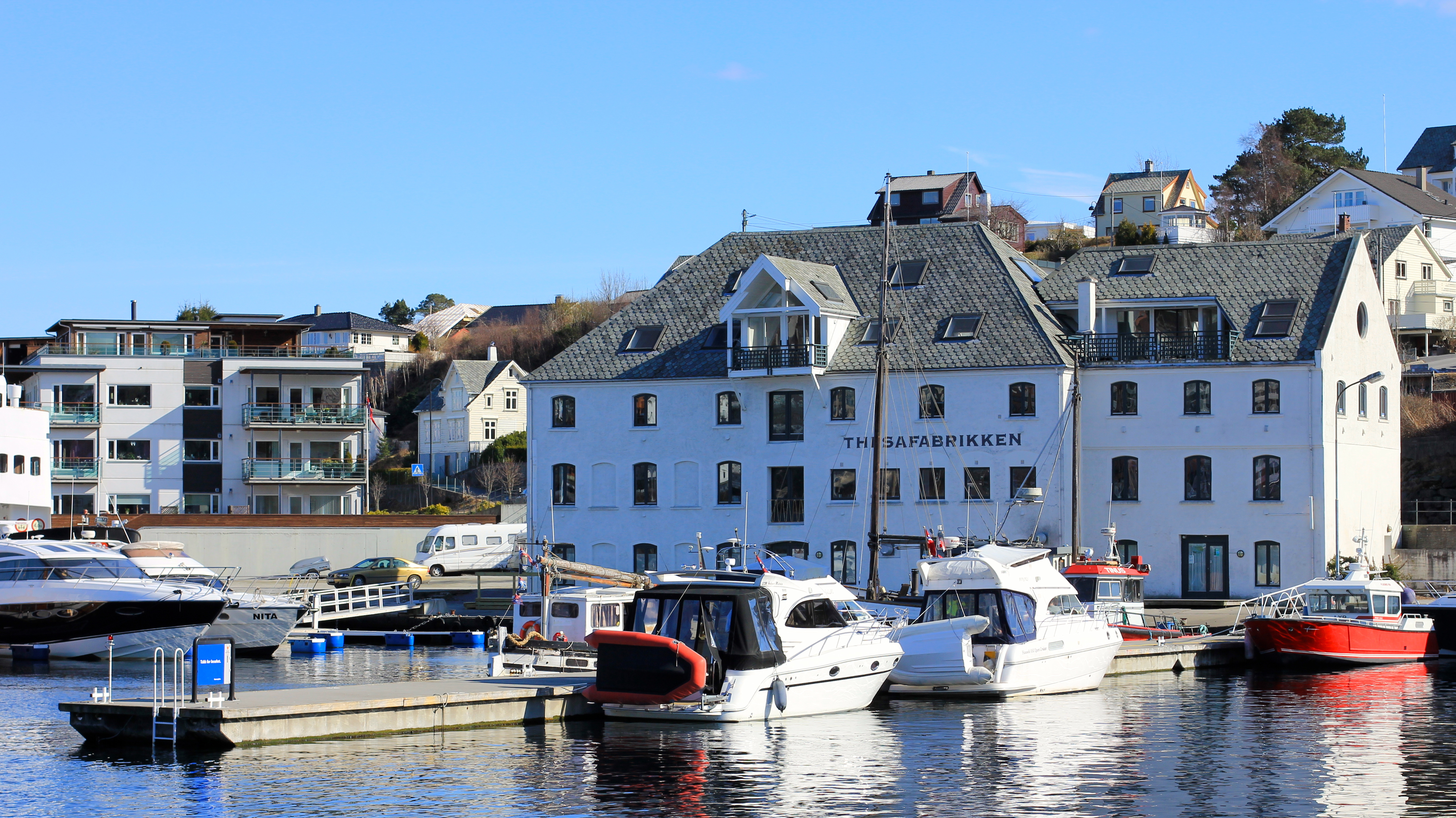
Вид на гавань Лейрвика

Лейрвик является региональным центром традиционного района Суннхордленд, здесь располагается много общественных служб и офисов, таких как окружной суд Суннхордленда и музей Суннхордленд, а также множество магазинов и ресторанов. В городе также находится Университет прикладных наук Западной Норвегии.
В городе площадью 9.8 км2 проживает (2019) 14 126 жителей. Всего в муниципалитете проживает около 18 700 жителей (2019 г.), следовательно в Лейрвике проживает около 75% от общей численности населения муниципалитета. Лейрвик также является крупнейшим городским районом, который расположен в муниципалитете, где нюношк является основным языком общения.